# Poolesville
Poolesville és una població dels Estats Units a l'estat de Maryland. Segons el cens del 2000 tenia 5.551 habitants.

## Demografia
Segons el cens del 2000, Poolesville tenia 5.151 habitants, 1.601 habitatges, i 1.402 famílies. La densitat de població era de 515,2 habitants per km².
Dels 1.601 habitatges en un 56,8% hi vivien nens de menys de 18 anys, en un 75,6% hi vivien parelles casades, en un 9% dones solteres, i en un 12,4% no eren unitats familiars. En el 9,3% dels habitatges hi vivien persones soles el 2% de les quals corresponia a persones de 65 anys o més que vivien soles. El nombre mitjà de persones vivint en cada habitatge era de 3,22 i el nombre mitjà de persones que vivien en cada família era de 3,44.
Per edats la població es repartia de la següent manera: un 35% tenia menys de 18 anys, un 5,6% entre 18 i 24, un 32,2% entre 25 i 44, un 24% de 45 a 60 i un 3,2% 65 anys o més.
L'edat mediana era de 35 anys. Per cada 100 dones de 18 o més anys hi havia 94,2 homes.
La renda mediana per habitatge era de 85.091$ i la renda mediana per família de 88.916$. Els homes tenien una renda mediana de 60.596$ mentre que les dones 42.051$. La renda per capita de la població era de 30.211$. Entorn del 2,5% de les famílies i el 2,6% de la població estaven per davall del llindar de pobresa.

## Poblacions properes
El següent diagrama mostra les poblacions més properes.